# Rolls bospatrijs
De Rolls bospatrijs (Arborophila rolli) is een vogel uit de familie fazantachtigen (Phasianidae). De wetenschappelijke naam van de soort is voor het eerst geldig gepubliceerd in 1909 door Rothschild.

## Voorkomen
De soort is endemisch op Sumatra.

## Beschermingsstatus
Op de Rode Lijst van de IUCN heeft de soort de status veilig.